# 아마존 바인
아마존 바인(Amazon Vine)은 2007년에 출시된 서비스로서, 제조업체와 출판사가 아마존 (기업)에서 자사 제품에 대한 리뷰를 받을 수 있도록 하는 아마존닷컴의 내부 서비스이다. 회사는 아마존에 수수료를 지불하고 검토를 위해 제품을 제공한다. 그런 다음 제품은 리뷰를 게시할 수 있는 아마존 리뷰어에게 전달된다. 바인 회원은 받은 대부분의 항목을 검토해야 하지만 특정 항목에 대한 검토는 필요하지 않다. 과거 및 현재 참여 기업으로는 로지텍, 하퍼콜린스, 필립스, 삼성그룹, 보스 (미국의 기업), 소니그룹, 테팔, 마이크로소프트, Breville, 보쉬 (기업), 가르민, 다이슨 (기업), 레밍턴(Remington), 케이스 로직, 크리에이티브, 브라운, 젠하이저, 올림푸스, LG그룹, 블랙앤데커, 에이서, 워커 북스 등이 있다. 프로그램에 대한 반응은 프로그램의 비전문 평론가 사용을 비판하는 사람들과 섞여 있었고 다른 사람들은 이것을 이점으로 언급했다. 바인 프로그램은 Amazon.com, Amazon.co.uk, Amazon.fr, Amazon.de, Amazon.ca 및 Amazon.es에서 독립적으로 운영된다.